# ۳۸۸ (پیش از میلاد)
۳۸۸ (پیش از میلاد) ۳۸۸مین سال قبل از تقویم میلادی است.